# Хоморог
Хоморог (рум. Homorog) — село у повіті Біхор в Румунії. Входить до складу комуни Медерас.
Село розташоване на відстані 430 км на північний захід від Бухареста, 29 км на південний захід від Ораді, 141 км на захід від Клуж-Напоки, 125 км на північ від Тімішоари.

## Населення
За даними перепису населення 2002 року у селі проживала 831 особа.
Національний склад населення села:
| Національність | Кількість осіб | Відсоток |
| -------------- | -------------- | -------- |
| румуни         | 813            | 97,8%    |
| угорці         | 15             | 1,8%     |

Рідною мовою назвали:
| Мова      | Кількість осіб | Відсоток |
| --------- | -------------- | -------- |
| румунська | 815            | 98,1%    |
| угорська  | 15             | 1,8%     |